# Idaea sarcozona
Idaea sarcozona är en fjärilsart som beskrevs av Louis Beethoven Prout 1938. Idaea sarcozona ingår i släktet Idaea och familjen mätare. Inga underarter finns listade i Catalogue of Life.